# Upproret mot kung Birger Magnusson
Upproret mot kung Birger Magnusson ägde rum i Sverige under år 1318. 

## Upproret
När det blev känt att hertigarna Erik och Valdemar dött på Nyköpingshus, samlade deras anhängare sina trupper för att avsätta kung Birger. 
Kungen själv hade ingen stor här att förlita sig på, men hans 18-årige son Magnus kom till undsättning från Danmark. Erik Menved hade för ändamålet utrustat den tilltänkta tronföljaren med en styrka, som visade sig inte på långa vägar räcka till för att stävja upproret. 
Kungen insåg sin hopplösa situation och flydde med sin danska drottning Märta till Gotland. Magnus och de danska krigarna lämnas att försvara det sista fästet, Stegeborgs slott. Borgen blev belägrad, förmodligen från påsktid fram till slutet av augusti 1318. 
Magnus fördes fången till Stockholm och avrättades i juni 1320. Han ligger begravd i Riddarholmskyrkan i Stockholm bredvid Magnus Ladulås. Enligt Erikskrönikan revs Stegeborg efter kapitulationen: 
"the slogo then mwr allan swa smaa / the lotho ey en sten ather staa".
Birger Magnusson och Märta flydde vidare till Danmark, där sedan Birger bodde till sin död.

## Deltagare i upproret
- Tord Petersson (Bonde)
- Knut Jonsson (Aspenäsätten)